# Wer früher stirbt ist länger tot
Wer früher stirbt ist länger tot (În tradurece Cine moare mai devreme e mai mult timp mort) e o comedie germana din anul 2006, in regia lui Marcus H. Rosenmüller, despre un băiat de 11 ani din Bavaria care se simte responsabil pentru moarte mamei sale.